# L'occhio del gatto
L'occhio del gatto (Cat's Eye) è un film del 1985 diretto da Lewis Teague, basato su due storie di Stephen King, due racconti della raccolta A volte ritornano (Quitters, Inc. e Il cornicione) e un soggetto originale scritto per il film.

## Trama

### Incipit
I tre episodi sono collegati dalla presenza di un gatto, che si muove sullo sfondo nei primi due, e diventa protagonista nell'ultima storia. Tutto inizia con il gatto che ha una visione di una bambina in pericolo che invoca in suo aiuto: si metterà subito in viaggio alla sua ricerca. In una scena iniziale, vediamo gli iconici cameo di Christine l'auto infernale e del cane sanbernardo Cujo.

### Quitters, Inc.
Un fumatore incallito, Dick Morrison, è convinto da un amico a presentarsi alla Quitters Inc., gestita dal dottor Vinny Donatti, che utilizza metodi molto drastici per liberare i pazienti dai propri vizi: la tortura. Dopo aver mostrato a Morrison che fa sul serio (tortura un gatto con l'elettroshock), Donatti lo avverte: se fumerà ancora, sua moglie riceverà lo stesso tipo di tortura.
Spaventato, Morrison smette subito di fumare, ma un giorno resta bloccato nel traffico e per lo stress fuma una sigaretta. Gli uomini di Donatti lo vedono e concretizzano la minaccia: Morrison è costretto a guardare sua moglie che viene torturata con l'elettroshock.
Morrison allora abbandona per sempre il fumo, cominciando però a mettere su peso. Donatti gli prescrive delle pillole, e scherzoso dice che se l'altro continuerà ad ingrassare, allora farà tagliare il mignolo della moglie. Durante una serata con gli amici, Morrison e la moglie vogliono fare un brindisi e in quel momento Dick si accorge che alla moglie dell'amico (proprio quello che gli aveva consigliato la Quitters Inc.) manca il dito mignolo.

### Il cornicione
Un giocatore di tennis, Johnny Norris, s'innamora di una donna che però è l'amante di un pericoloso gangster, Cressner, patito delle scommesse. L'uomo, dopo aver scommesso che un gatto sarebbe riuscito ad attraversare la strada, decide di portarsi a casa il fortunato felino. Scoperta la relazione della sua donna con Norris, Cressner fa rapire il tennista e lo costringe a partecipare ad un tragico gioco: se riuscirà a circumnavigare l'appartamento del boss, all'ultimo piano di un altissimo palazzo, camminando sul cornicione, allora sarà salvo insieme alla donna. Norris deve obbedire, e nonostante le azioni di disturbo del boss e di un insistente colombo, riesce a compiere il giro.
Ma Cressner non intende affatto rispettare la parola data: ha già fatto uccidere, tagliandola a pezzi, la sua amante e ora un suo sicario sta per uccidere anche Norris. Quest'ultimo, preso dalla rabbia, aggredisce il boss, disarma il sicario (grazie al gatto che lo ha fatto inciampare) e lo uccide. Norris si prende la sua vendetta: costringe Cressner a fare anche lui il giro del cornicione, ma il boss non ha altrettanta fortuna: dopo pochi metri viene infastidito dal piccione di prima che lo fa precipitare, sfracellandosi sotto lo sguardo del gatto fuggito nel frattempo dal suo appartamento.

### Il generale
Finalmente il gatto arriva a destinazione a bordo di un vagone merci, in una città dove viene trovato e adottato da Amanda, la bambina della visione. La piccola lo battezza Generale.
La madre è però contraria alla presenza del gatto, perché teme che possa far del male al pappagallo della figlia, quindi tiene l'animale sempre fuori casa. Generale non si allontana mai dalla casa per un motivo ben preciso: ha visto infatti un piccolo e mostruoso troll infilarsi in essa per poi nascondersi nella stanza di Amanda. Una notte il troll, armato di uno spadino, tenta di aggredire Amanda mentre dorme, venendo fermato da Generale, che resta pure ferito nello scontro. Il troll però uccide il pappagallo, e quando i genitori lo scoprono, la madre ritiene che il colpevole sia proprio Generale (nonostante il padre abbia qualche dubbio: la ferita del gatto non può essere stata provocata dal becco del pappagallo) e lo porta in un canile per farlo sopprimere, nonostante le proteste della figlia.
La sera successiva, il troll aggredisce nuovamente Amanda e comincia a rubarle il respiro causandole evidenti problemi alla respirazione, ma Generale, scappato nel frattempo dal negozio, arriva giusto in tempo entrando dal camino e ingaggia battaglia col piccolo mostro: alla fine vincerà il gatto, che farà finire il troll nel ventilatore della stanza, riducendolo a pezzi. Durante la lotta Amanda si era svegliata, assistendo al tutto, e le sue grida hanno fatto accorrere i genitori; inizialmente sono scettici sul racconto della figlia, ma quando trovano i resti del troll, Amanda li convince che Generale può essere utile nel caso si presentassero altri pericoli del genere. Il gatto è così accolto nella famiglia. Una notte Generale si avvicina ad Amanda mentre dorme, il suo agire sembra quasi minaccioso, ma poi si limita a leccarle il viso. La piccola si sveglia e lo abbraccia serena.

## Riferimenti ad altre opere
Nel film sono presenti alcune citazioni delle opere di Stephen King: nel primo episodio, Dick Morrison sta guardando in TV La zona morta, mentre il gatto viene inseguito da Cujo, incontrando per strada anche una Plymouth Fury con un adesivo sul paraurti posteriore "Watch out for me - I am Pure Evil - I am Christine" (Christine - La macchina infernale). Nella terza storia, la madre sta leggendo a letto Pet sematary.